# Tereza Belková
Tereza Belková (* 13. Mai 2005) ist eine slowakische Eishockeyspielerin.

## Karriere
Zur Saison 2021/22 wurde Tereza Belková Teil der ersten Mannschaft des MHK Martin und spielte mit dem Verein in der Extraliga, der höchsten slowakischen Liga im Fraueneishockey. Dort beendete sie die Saison mit ihrer Mannschaft auf dem vierten Platz. Zudem kam sie in dieser Saison auch mit einer Ausnahmegenehmigung für die U16-Junioren des HK Brezno in der höchsten slowakischen Liga in dieser Altersklasse zum Einsatz. In der darauffolgenden Saison war sie erneut für die Mannschaft aus Martin aktiv. Im Vergleich zur Vorsaison wurden wieder Playoffs ausgetragen, für die sie sich mit ihrer Mannschaft qualifizierte. Das Team erreichte die Finalserie und konnte sich dort gegen Popradské líšky im Best-of-Five-Modus durch einen Sieg im entscheidenden fünften Spiel durchsetzen. Tereza Belková kam dabei in allen fünf Finalbegegnungen zum Einsatz.

### International
Für das Slovenský olympijský a športový výbor durfte Tereza Belková an den Olympischen Jugend-Winterspielen 2020 in Lausanne teilnehmen und konnte mit der U16-Nationalmannschaft der Slowakei im Nationenturnier, welches in der Vaudoise aréna in Prilly ausgetragen wurde, die Bronzemedaille gewinnen.

## Erfolge und Auszeichnungen
- 2020 Bronzemedaille bei den Olympischen Jugend-Winterspielen
- 2023 Slowakischer Meister mit dem MHK Martin